# Котковский, Юлиан
Юлиан Котковский (пол. Julian Kotkowski) — филолог.
Изучал в Киевском университете сначала славянские языки, затем медицину (до 1855), был врачом, с 1862 — лектором славянского языка в Варшаве.

## Сочинения
- «Летопись Нестора» (Киев, 1860)
- «Postęp i wsteczność w dziedzinie krztałcenia się języków słowiańskich» (Киев, 1862)
- «Zarys wykładu geografii» (Варшава, 1863)
- «Życiorys błogosławionych Cyrylla i Metodyjusza» (Tygodnik Ilustrowany)